# Aksaj (obwód zachodniokazachstański)
Aksaj (kaz.: Ақсай; ros.: Аксай) – miasto w północno-zachodnim Kazachstanie, w obwodzie zachodniokazachstańskim, siedziba administracyjna rejonu Börly. W 2023 miejscowość liczyła 42 771 mieszkańców. Ośrodek przemysłu materiałów budowlanych i maszynowego.
Pierwotnie miejscowość nosiła nazwę Kazachstan (Kazakstan). W 1968 roku wraz z nadaniem praw miejskich otrzymała nazwę Aksaj.